# Holothuria tubulosa
Holothuria tubulosa är en sjögurkeart som beskrevs av Gmelin. Holothuria tubulosa ingår i släktet Holothuria och familjen Holothuriidae. Inga underarter finns listade i Catalogue of Life.

## Bildgalleri

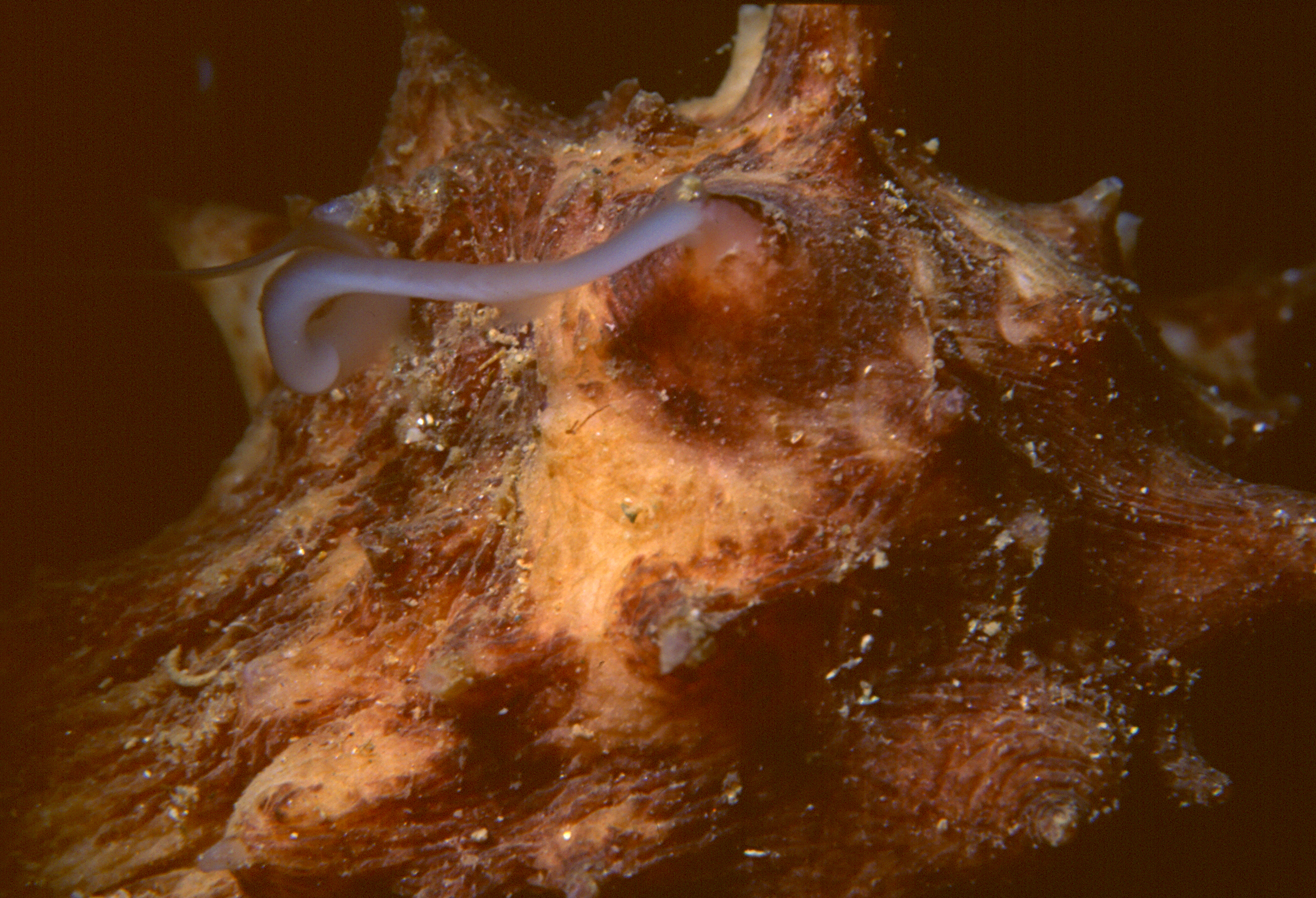
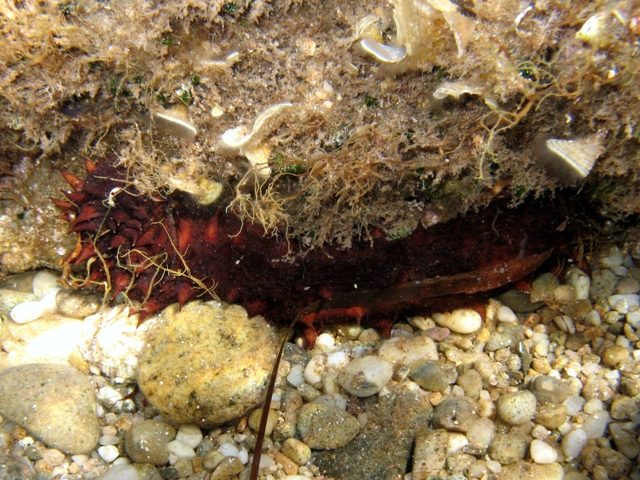